# Don Chastain
Pour les articles homonymes, voir Chastain.
Don Chastain est un acteur et scénariste américain, né le 2 septembre 1935 à Oklahoma City, mort le 9 août 2002  à Los Angeles (Californie).

## Filmographie

### Acteur
- 1963 : Calamity Jane (TV) : Lt. Danny Gilmartin
- 1969 : The Debbie Reynolds Show (série télévisée) : Jim Thompson
- 1969 : Tueur de filles (Flareup) : Lieutenant Manion
- 1970 : C.C. and Company : Eddie Ellis
- 1974 : Le Parrain noir de Harlem (The Black Godfather) : Tony Burton
- 1963 : Hôpital central ("General Hospital") (série télévisée) : Dr. Tom Baldwin, Sr. #2 (1977-1987)
- 1979 : Son-Rise: A Miracle of Love (TV) : Dr. Corelf
- 1968 : On ne vit qu'une fois (One Life to Live) (série télévisée) : Pike Buchanan (1980)
- 1951 : C'est déjà demain (Search for Tomorrow) (série télévisée) : Dr. Max Taper (1980-1981)
- 1984 : Woman of the Year (TV) : Sam Craig
- 1970 : La Force du destin (All My Children) (série télévisée) : Warren Barclay (1984)
- 1956 : As the World Turns (série télévisée) : Logan Andrews (1987) / Cooley #1 (2000, 2001)
- 1952 : Haine et Passion (The Guiding Light) (série télévisée) : Pharoah (1989)
- 1964 : Another World (série télévisée) : T.J. Reno (1997)
- 2001 : Murder in Small Town X (série télévisée) : General Hayden De Beck

### Scénariste
- 1978 : The Mafu Cage

## Comédies musicales
- No Strings (1962–1963)
- It's a Bird... It's a Plane... It's Superman (1966)
- 42nd Street (1980–1989)
- Dance a Little Closer (1983)
- Parade (1998–1999)